# Cinéma rwandais
 (février 2019).

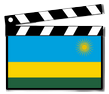
Drapeau rwandais sur un clap de cinéma

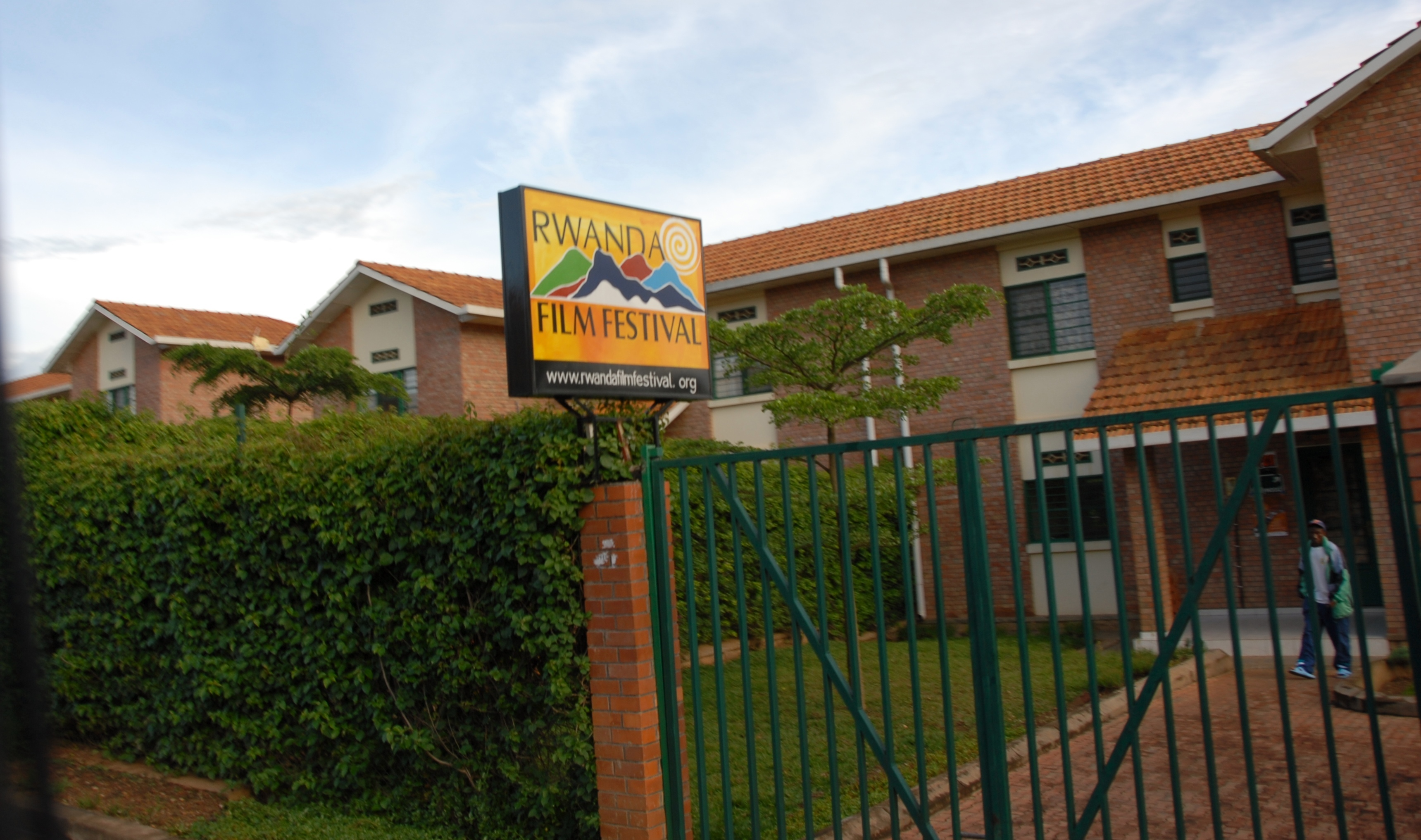
Institut du film au Rwanda

Le cinéma rwandais a une histoire récente qui émerge à la suite du génocide des Tutsi au Rwanda, soit à partir de la fin des années 1990.

## Histoire

### Prémices
Il existe quelques films tournés au Rwanda avant le génocide de 1994, comme Les Mines du roi Salomon ou encore Gorilles dans la brume, tourné en 1987 par le réalisateur britannique Michael Apted. Il s'agit d'un biopic de 22 millions de dollars produit par Universal Pictures et Warner Bros. qui reprend l'histoire de Dian Fossey. Le film est tourné en partie au Rwanda mais la production reste américaine.

### Après le génocide
C'est en 2001 que sort Cent jours, le premier long-métrage rwandais à propos du génocide. Le film est écrit, réalisé et produit par le journaliste britannique Nick Hughes et coproduit par Eric Kabera, zaïrois de naissance mais issu d'une famille rwandaise.
Dix ans après le génocide, en 2004, Kabera écrit, réalise et produit Gardiens de la mémoire. La même année, Raoul Peck sort Quelques jours en avril. À la suite du succès international de ce film, plusieurs réalisateurs de nationalités différentes se sont attelés à la production de films revenant sur les évènements de 1994.
En 2008 sort Behind This Convent, réalisé par Gilbert Ndahayo.

### Le Rwanda Cinema Centre
En 2003, Eric Kabera fonde le Rwanda Cinema Centre, qui vise à développer la création audiovisuelle au Rwanda en formant de jeunes réalisateurs et réalisatrices rwandais et rwandaises. L'idée serait venue du fait qu'il n'existait aucun moyen de représenter la parole et les histoires rwandaises. Tout ce qui avait pu être diffusé à propos du Rwanda avait été créé par d'autres (belges, français, canadiens, américains, , etc.). Le projet était donc d'accorder la responsabilité aux jeunes rwandais de raconter leurs histoires, avec leur vision. Il s'agit de promouvoir l’art et la culture indigènes en créant des films qui reflètent le passé et les défis actuels des rwandais, d’un point de vue rwandais.
D'après un entretien avec Eric Kabera : « Avant, nous recevions des cours de la part de mentors suisses, canadiens ou américains de façon sporadique et un peu aléatoire. Désormais, nous proposons des stages intensifs d’un mois destinés aux jeunes rwandais qui souhaiteraient apprendre les bases de la réalisation de films. »

### «Hillywood», leRwanda Film Festival
Depuis 2005, le Rwanda Cinema Centre organise le festival annuel du film rwandais, le Rwanda Film Festival, plus connu sous le nom de « Hillywood ». Le festival propose des projections de films internationaux dans Kigali et dans tout le reste du pays. Les projections dans la campagne rwandaise se font sur écrans gonflables et le surnom du festival est directement lié à la topographie du pays, très vallonné et lui-même surnommé « le pays aux mille collines ». Son objectif principal est de promouvoir et d'encourager la prise de conscience, la compréhension et l'appréciation de l'art du cinéma au Rwanda. Il sert également de plateforme pour la promotion des films rwandais et permet aux professionnels locaux d'échanger avec des réalisateurs internationaux.
Le Rwanda Film Festival dure sept jours et projette une soixantaine de films, dont plusieurs en kinyarwanda (la langue nationale). « Ces films ne parlent pas que du génocide. D’autres enjeux sociaux restent à explorer en matière de création cinématographique. ».
Hillywood est désormais le surnom donné à l'industrie cinématographique rwandaise, comme l'est par exemple Nollywood pour le Nigeria.

### Reconnaissance internationale
En 2012, Eric Kabera reçoit l'African Creative Visionary Award de la part de l'African Film Festival. Il a aussi été reconnu par la guilde des réalisateurs américains.
En novembre 2018, lors du Forum Audiovisuel de Kigali, certaines sociétés de production et de distribution ont proposé de prendre en charge les projets des trois meilleurs réalisateurs rwandais. Parmi elles, Rushlake Media (Kenya), Diffa (France) et One Fine Day Films (Kenya).

## Économie
Le Rwanda Cinema Centre décrit son objectif comme étant celui « de développer un secteur alternatif dans l’économie rwandaise. Le centre souhaite que les décideurs politiques ainsi que ses partenaires de développement participent en soutenant financièrement l'industrie cinématographique rwandaise. L’établissement a notamment permis de développer la culture du travail indépendant. Sa mission consiste à enseigner toutes les compétences liées à l’audiovisuel et à la réalisation de films. »
Lors de la création du centre en 2003, Eric Kabera créait en même temps le Rwanda Film Institute, un département de formation indépendant du centre. L'école offrait des stages intensifs de formation à la réalisation sur une période d'environ un mois, à l'issue duquel les étudiants rendaient leur premier film, sous la forme d'un court-métrage.
Depuis 2009, le Rwanda Film Institute ne semble plus en activité. C'est en effet sous le nom de Kwetu Film Institute qu'Eric Kabera continue de développer son entreprise. L'école propose désormais des stages allant de trois mois pour 320 000 francs rwandais (environ 320 euros) à deux ans pour 1,4 million de francs rwandais (environ 1 400 euros). Elle bénéficie notamment du soutien du Swedish Film Institute, de la Filmakademie de Baden-Württemberg, de Filmpark Babelsberg (de) ainsi que du Goethe-Institute.

### Salles de cinéma
Il existe quelques salles de cinéma dans la capitale rwandaise:
- Le Century Cinemas (4 salles, ouvert depuis 2013). Projette des films à succès nationaux et internationaux. Prix du ticket d'entrée : entre 3 000 et 5 000 francs rwandais (soit entre 3 et 5 euros).
- Le Cine 7 (2 salles pour 96 fauteuils). Projette des films à succès et des productions plus indépendantes. Partenaire du Rwanda Film Festival. Prix du ticket d'entrée : 2 000 francs rwandais pour les adultes et 1 000 pour les enfants (soit 2 euros pour les adultes et 1 euro pour les enfants).

### Autres lieux de projection
- L'école de formation Kwetu Film Institute (fondée en 2003 par Eric Kabera) organise parfois des projections dans sa cafétéria.
- L'association allemande Goethe-Institut organise régulièrement des projections, généralement tenues les mardis soir, en partenariat avec la Kwetu Film Institute.
- L'association culturelle Innovation Village organise une projection gratuite sur le toit de la bibliothèque publique chaque mercredi soir.

## Cinéastes rwandais
- Réalisateurs rwandais, Catégorie:réalisatrices rwandaises :
- Marie-Clementine Dusabejambo (1987-)
- Thierry Dushimirimana
- Kantarama Gahigiri (1976-)
- Eric Kabera (1970-)
- Jacqueline Kalimunda (1974-)
- Joël Karekezi (1985-)
- Kivu Ruhorahoza (1982-)

## Acteurs rwandais
- Eliane Umuhire
- Miss Shanel
- Carole Karemera

## Films

### Productions ou coproductions rwandaises

#### Fictions
- Cent jours (100 Days)[21], 2001, de Nick Hughes[2] et Eric Kabera
- Quelques jours en avril, 2004, de Raoul Peck
- Munyurangabo, 2007, de Lee Isaac Chung[22]
- Matière grise (Grey Matter), 2011, de Kivu Ruhorahoza
- Kinyarwanda, 2011, d'Alrick Brown[23]
- Lyzia, 2011, de Marie-Clémentine Dusabejambo
- La Miséricorde de la jungle[24], 2018, de Joël Karekezi

#### Documentaires
- Gacaca, Living Together Again In Rwanda?, 2002, d'Anne Aghion
- Gardiens de la mémoire, 2004, d'Eric Kabera
- In Rwanda We Say…The Family That Does Not Speak Dies, 2004, d'Anne Aghion
- God Sleeps in Rwanda, 2005, de Kimberlee Acquaro (en)
- Mon voisin, mon tueur, 2009, d'Anne Aghion, ainsi que les films de la Gacaca Film Series (2002-2009)

### Productions étrangères sur le Rwanda

#### Fictions
- Hôtel Rwanda, 2004, de Terry George
- Shooting Dogs, 2005, de Michael Caton-Jones
- Un dimanche à Kigali, 2006, de Robert Favreau (réalisateur)
- Opération Turquoise (téléfilm), 2007, d'Alain Tasma
- Ezra, 2007, de Newton Aduaka
- J'ai serré la main du diable, 2007, de Roger Spottiswoode
- Le Jour où Dieu est parti en voyage, 2008, de Philippe Van Leeuw
- We Are All Rwandans, 2008, de Deborah Gardner-Paterson
- Lignes de front, 2009, de Jean-Christophe Klotz
- Africa United, 2010, de Deborah Gardner-Paterson

#### Documentaires
- L'Afrique en morceaux, 2000, de Jihan El-Tahri
- Umurage, 2002, de Gorka Gamarra[25]
- Tuez-les tous !, 2004, de Raphaël Glucksmann, David Hazan et Pierre Mezerette
- Rwanda, les collines parlent, 2006, de Bernard Bellefroid
- Kigali, des images contre un massacre[26], 2006, de Jean-Christophe Klotz
- Screamers (en), 2006, de Carla Garapedian (en)
- Flores de Ruanda[27], 2007, de David Muñoz
- Iseta: Behind the Roadblock[28], 2008, de Juan Reina
- Flower in the Gun Barrel (en), 2008, de Gabriel Cowan
- D'Arusha à Arusha[29], 2009, de Christophe Gargot[30]